# Coleophora repentis
Coleophora repentis is een vlinder uit de familie kokermotten (Coleophoridae). De wetenschappelijke naam is voor het eerst geldig gepubliceerd in 1947 door Klimesch.
De soort komt voor in Europa.